# Chathamkaka
Chathamkaka (Nestor chathamensis) är en förhistorisk utdöd fågel i familjen maoripapegojor inom ordningen papegojfåglar. Fågeln förekom tidigare i Chathamöarna utanför Nya Zeeland.
Först trodde man att den tillhörde en population av kakan (Nestor meridionalis), men grundlig undersökning av subfossila benlämningar visade att den utgör en egen art. Fågeln dog ut inom 150 år efter att de första polynesierna kom till ögruppen 1550, långt före de europeiska bosättarna.
Chathamkakan var skogslevande och ungefär lika stor som kakan på Nordön, underarten Nestor meridionalis septentrionalis. Den hade dock en mycket bredare pelvis, kraftigare ben och näbben var mitt emellan kean (Nestor notabilis) och kakan i utseende. Den hade inga naturliga fiender; den var större än det enda rovdjuret i  ögruppen nyazeelandfalken (Falco novaeseelandiae). Liksom många fåglar endemiska för öar var den troligen dålig på att flyga.